# وایتاپه

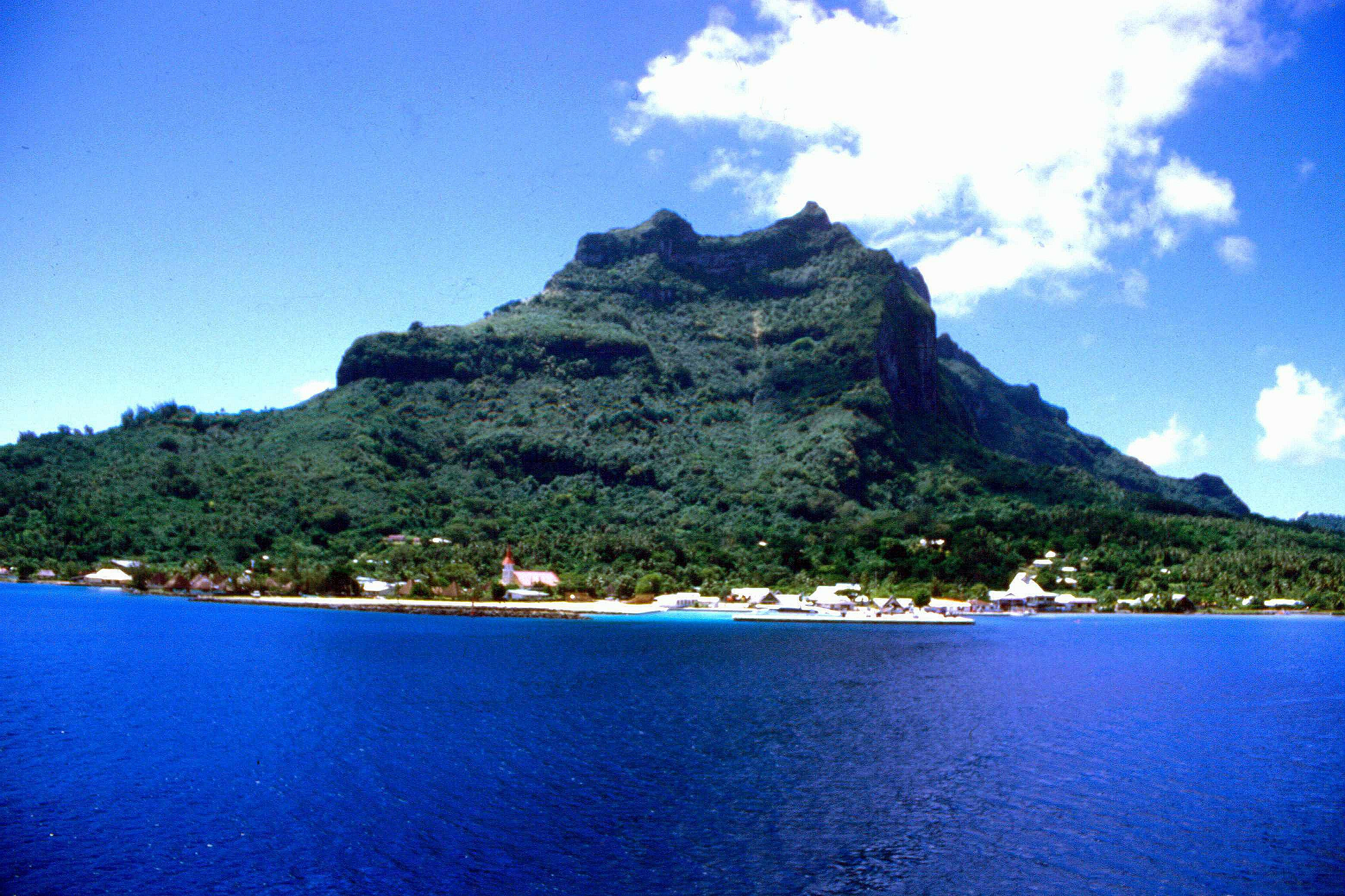
وایتاپه

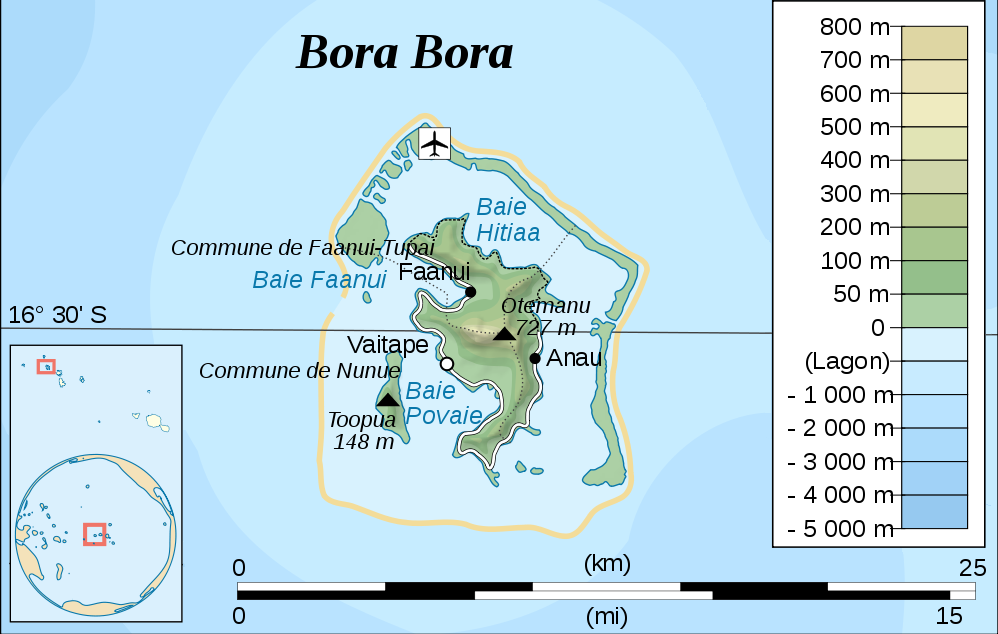
نقشه بورا بورا که موقعیت وایتاپه را نشان می‌دهد

(به تاهیتیایی: Vaitape) بزرگ‌ترین شهر جزیره بورا بورا در پلی‌نزی فرانسه است. جمعیت این شهر برابر با ۴٬۹۲۷ نفر است که حدود نیمی از جمعیت ۱۰٬۶۰۶ نفری جزیره می باشد. وایتاپه در حدود ۲۱۰ کیلومتری (۱۳۰ مایلی) شمال غربی پاپِه ته، پایتخت پلی‌نزی فرانسه قرار دارد. زبان اصلی مردم وایتاپه فرانسوی است، اگرچه ۲۰ درصد از مردم به زبان تاهیتیایی صحبت می‌کنند.